# Полай, Виола
Виола Полай (нем. Viola Poley; род. 13 апреля 1955, Берлин), в замужестве Ковальшек (нем. Kowalschek) — немецкая гребчиха, выступавшая за сборную ГДР по академической гребле во второй половине 1970-х годов. Чемпионка летних Олимпийских игр в Монреале, чемпионка мира, победительница многих регат национального и международного значения.

## Биография
Виола Полай родилась 13 апреля 1955 года в Берлине, ГДР. Проходила подготовку в столичном спортивном клубе «Берлин-Грюнау».
В 1974 и 1975 годах становилась серебряной призёркой национальных первенств ГДР.
Благодаря череде удачных выступлений удостоилась права защищать честь страны на летних Олимпийских играх 1976 года в Монреале — в составе команды, куда также вошли гребчихи Ютта Лау, Анке Борхман, Росвита Цобельт и рулевая Лиане Вайгельт, заняла первое место в парных рулевых четвёрках и стала таким образом олимпийской чемпионкой. За это выдающееся достижение была награждена орденом «За заслуги перед Отечеством» в серебре.
После монреальской Олимпиады Полай ещё в течение некоторого времени оставалась в составе гребной команды ГДР и продолжала принимать участие в крупнейших международных регатах. Так, в 1977 году она одержала победу в парных рулевых четвёрках на мировом первенстве в Амстердаме.
Завершив спортивную карьеру, получила высшее строительное образование и впоследствии работала в совете района Кёпеник.